# 都野村
都野村（みやこのむら）は、大分県直入郡にあった村。現在の竹田市の一部にあたる。

## 地理
久住山、大船山、黒岳の連峰の南東麓、久住高原北東部の高地に位置していた。

## 歴史
- 1889年（明治22年）4月1日、町村制の施行により、直入郡仏原村、栢木村、有氏村が合併して村制施行し、都野村が発足[1][2]。旧村名を継承した仏原、栢木、有氏の3大字を編成[2]。
- 1955年（昭和29年）3月20日、直入郡久住町と合併し、久住都町を新設して廃止された[1][2]。

### 地名の由来
大字有氏に景行天皇神話に関係の宮処野神社（みやこのじんじゃ、嵯峨宮神社）が祀られていることから。

## 産業
- 農業